# Luis Reyes (Fußballspieler, 1911)
Luis Reyes Peñaranda (* 5. Juni 1911; † 1945) war ein bolivianischer Fußballspieler, der auf der Position des Abwehrspielers spielte. Er nahm an der ersten Fußball-Weltmeisterschaft 1930 in Uruguay teil, kam jedoch nicht zum Einsatz.

## Karriere

### Verein
Reyes spielte für Universitario La Paz, einen der bekanntesten Fußballvereine Boliviens in den frühen Jahren der bolivianischen Liga. Details zu seiner Vereinskarriere sind nur spärlich dokumentiert.

### Nationalmannschaft
Luis Reyes stand im Kader der bolivianischen Mannschaft bei der ersten Fußball-Weltmeisterschaft 1930 in Uruguay, blieb aber ohne Einsatzzeit.